# 639
639 (DCXXXIX) je bilo navadno leto, ki se je po julijanskem koledarju začelo na petek.

## Dogodki
- 1. januar

## Smrti
- 19. januar - Dagobert I., kralj Frankov (* 603)